# The Gods Must Be Crazy
The Gods Must Be Crazy (în traducere „Zeii trebuie să fie smintiți”) este un film produs în Botswana care a avut premiera în anul 1980 urmat de alte două filme cu temă asemănătoare în anii 1989 și 1993. Regizorul Jamie Uys a regizat și a scris și textul filmelor comice care povestesc pățaniile unui bushmen (Basarwa, kung, khwe), băștinaș din deșertul Kalahari din Sudul Africii care a luat contact cu lumea civilizată.

## Acțiunea din primul film
Zicala, popoare diferite obiceiuri diferite s-ar potrivi acțiunii filmului care are loc în deșertul african Kalahari. Câteva sticle de coca cola aruncate dintr-un avion declanșează agitație în rândul băștinașilor. Sticlele cad direct la picioarele șefulul de trib  Xi, care interpretează incidentul ca un semn al zeilor. Membrii tribului nu știu ce rost are darul din cer, se poate mânca fiert sau este un medicament sau probabil un instrument muzical. Această incertitudine duce la o ceartă, care determină pe șeful tribului de a da înapoi zeilor cadoul buclucaș. In drumul său spre zei Xi întâlnește un microbiolog și o învățătoare pe care Xi din cauza culorii albe îi consideră zei. Intre timp calea lor se va încrucișa cu câțiva teroriști.